# ウィリー・ウッド
ウィリー・ウッド（Willie Wood、本名：William Vernell Wood 1936年12月23日 - 2020年2月3日）は、ワシントンD.C.出身の元アメリカンフットボール選手。NFLのグリーンベイ・パッカーズでフリーセイフティとして活躍した。

## 経歴
USC時代はクォーターバックとして活躍した。彼はパシフィック・テン・カンファレンス初の黒人QBであった。
大学卒業後、ドラフトでNFLのどのチームからも指名されなかったがパッカーズのトライアウトを受けてフリーエージェントで入団し、2年目の1961年から先発のフリーセイフティとなり1971年に引退するまで先発出場を続けた。
彼はリーグを代表するフリーセーフティとなり、1962年から1970年まで9年連続でオールNFLに選ばれ、プロボウルには1963年と1965年から1971年まで合計8回、NFLチャンピオンシップゲームには6回出場（1960年以外の5回優勝）した。第1回スーパーボウルの第3Q初めにレン・ドーソンのパスをインターセプトし50ヤードをリターン、第2回スーパーボウルではパントリターン5回で35ヤードを獲得した。この時見せた31ヤードのパントリターンは第18回スーパーボウルでダレル・グリーンが34ヤードリターンするまでスーパーボウル記録であった。
現役12年間で通算48インターセプト（1962年にはリーグトップの9個のインターセプトを記録した。）、699ヤードをリターンして2タッチダウンをあげると共に187回のパントリターンで1,391ヤードを獲得（1961年にはリーグトップの平均16.1ヤードを記録した。）、2タッチダウンをあげている。
現役引退後わずか2年の1973年にワールド・フットボール・リーグのフィラデルフィア・ベルのヘッドコーチに就任した。これは戦後プロフットボール史上初のアフリカ系アメリカ人ヘッドコーチであった。また1980年にはカナディアン・フットボール・リーグのトロント・アルゴノーツのヘッドコーチにもなった（CFLでも初のアフリカ系アメリカ人ヘッドコーチであった。）。
1989年にプロフットボール殿堂入りを果たした。

## 私生活
彼の息子のウィリー・ジュニアは1992年から1993年までアリーナフットボールリーグのインディアナ・ファイアーバーズでプレー、その後コーチとなり、現在はクリーブランド・グラディエイターズのワイドレシーバー/ディフェンシブバックコーチをしている。
2006年11月から現役時代のひざや臀部の負傷、認知症、痴呆症のため、介護施設で車椅子で生活していた。NFLから年金を受け取っているものの月額1,100ドルであり医療費を払うために十分な額を受け取っているとは言えない。ワシントンD.C.で彼の医療費として25,000ドルを集めるためのイベントが開かれたこともある。
彼が直面している状況は多くの障害や認知症を抱えて更なるNFLの支援を必要としている元選手と同様である。
2020年2月3日、ワシントンD.C.の介護施設で死去。83歳没。